# Anneliese Reppel
Anneliese Reppel, eigentlich Anna-Elisabeth Reppel gesch. Anna-Elisabeth Götz, geb. Anna-Elisabeth Körner (* 9. August 1899 in Wiesbaden; † 5. Juli 1967 in Mühlhausen) war eine deutsche Schauspielerin.

## Leben
Anneliese Reppel war die Tochter des Schauspielerpaares Hermine Körner und Ferdinand Franz Körner. Von 1920 bis 1932 war sie mit ihrem Berufskollegen Lutz Götz verheiratet, 1936 ehelichte sie Paul Joachim Reppel, einen Reichsbankangestellten.
Über Reppels Werdegang als Schauspielerin ist praktisch nichts in Erfahrung zu bringen. Zur Zeit des Nationalsozialismus ist ein Antrag auf Beitritt zur Reichsschrifttumskammer belegt. Von 1955 bis 1961 war Reppel Mitglied des Berliner Ensembles. Hier spielte sie unter anderem im Kaukasischen Kreidekreis von Bertolt Brecht und 1955 in der Uraufführung des chinesischen Volksstückes Der Tag des großen Gelehrten Wu in einer Fassung von Peter Palitzsch. Bereits 1920 war sie als Anneliese Körner in zwei Stummfilmen zu sehen, weitere Aktivitäten vor der Kamera sind erst wieder ab Mitte der 1950er-Jahre belegt. Unter anderem wirkte sie in einer kleinen Rolle in dem 1958 gedrehten DEFA-Film Sonnensucher mit, der aber erst 1972 in den Kinos der DDR lief.
Mit Beginn der 1960er-Jahre war Reppel freischaffend tätig. Sie lebte zuletzt in Weimar und starb fünf Wochen vor Vollendung ihres 68. Lebensjahres im Landesfachkrankenhaus Pfafferode.

## Trivia
Anneliese Reppel war eine Freundin der Großmutter Winfried Glatzeders. Wie der Schauspieler in seiner Autobiographie Paul und ich schreibt, soll der Satz Reppels „Ich muss nur einmal ins Mikrofon rülpsen und habe schon 100 Mark verdient.“ nachhaltig sein Interesse am Schauspielerberuf geweckt haben.

## Filmografie
- 1920: Der Kampf um den Goldfund
- 1920: Die Hexe von Lolaruh
- 1956: Der Hauptmann von Köln
- 1958: Der junge Engländer
- 1959: Weimarer Pitaval: Der Fall Harry Domela (Fernsehreihe)
- 1959: Ware für Katalonien
- 1959: Verwirrung der Liebe
- 1960: Wo der Zug nicht hält
- 1960: Ein neuer Tag bricht an
- 1960: Fernsehpitaval: Der Fall Haarmann (Fernsehreihe)
- 1960: Die Geschichte der Simone Marchand
- 1964: Bernarda Albas Haus
- 1972: Sonnensucher

## Hörspiele
- 1955: Die Witwe Capet – Autor: Lion Feuchtwanger – Regie: Günther Rücker